# Albert Marque
Albert Marque, né le 14 juillet 1872 à Nanterre et mort en 6 mai 1939 dans le 6e arrondissement de Paris, est un sculpteur français.

## La poupée Albert Marque
En 1915, Jeanne Margaine-Lacroix lui confie la conception d'une poupée. Albert Marque s'inspire pour cela de la silhouette et de l'expression d'une fillette de son époque.
La tête et le corps en sont réalisés par la manufacture de Sèvres, qui fait appel pour cela à des moules des sculptures d'Albert Marque. Les vêtements de la poupée, d'une très grande variété, sont d'autre part réalisés par l'atelier de Jeanne Margaine-Lacroix.
Cette poupée connaît rapidement un grand succès. Après une période d'oubli, elle connaît une nouvelle notoriété dans les années 1970, et atteint aujourd'hui des sommes importantes lors des ventes qui en sont faites.
Bien qu'ayant été sollicité pour son talent de sculpteur afin de créer ce visage de poupée, il ne fut pas fabricant de poupées.

## Expositions
- Exposition de la Libre Esthétique, Bruxelles, mars-avril 1909, Portrait sculpté de Marthe Lebasque[4].